# 41

41(사십일)은 40보다 크고 42보다 작은 자연수다.

## 수학
- 13번째 소수(素數)다. 앞의 소수는 37, 다음 소수는 쌍둥이 소수인 43이다.
  - 7번째 소피 제르맹 소수로, {\displaystyle 41\times 2+1}의 값인 83도 소수(안전 소수)다. 앞의 소피 제르맹 소수는 29, 다음은 53이다.
  - 6번째 슈퍼 소수로, 41의 소수 순번인 13도 소수다. 앞의 슈퍼 소수는 31, 다음은 59다.
  - 5번째 프로트 소수다. 앞의 프로트 소수는 17, 다음은 97이다.

({\displaystyle 41=5\times 2^{3}+1})
- 피타고라스 삼조의 빗변의 길이이다. ({\displaystyle 9^{2}+40^{2}=41^{2}})[a]
- {\displaystyle 41=11+13+17}
  - 연속하는 세 소수(素數)의 합으로 나타낼 수 있으며, 이 성질을 지닌 앞의 수는 31, 다음 수는 49다.
- {\displaystyle 41=2+3+5+7+11+13}
  - 처음 6개의 소수(素數)의 합으로, 연속하는 소수 6개의 합으로 나타낼 수 있는 가장 작은 수다. 이 성질을 지닌 다음 수는 56이다.
- {\displaystyle 41=4^{2}+5^{2}}
  - 5번째 중심있는 사각수로, 연속하는 두 자연수의 제곱합으로 나타낼 수 있다. 앞의 중심있는 사각수는 25, 다음은 61이다.
- {\displaystyle 41=(1!)^{2}+(2!)^{2}+(3!)^{2}}
  - 3의 계승(3!)까지의 제곱합이다.

## 과학
- 나이오븀(Nb)의 원자번호.
- NGC 41: 페가수스자리 방향에 있는 나선은하.

## 교통
- 고속도로
  - 유럽 고속도로 41호선: 독일 도르트문트에서 스위스 알트도르프까지 이어지는 유럽 고속도로.
  - 오토루트 41호선(프랑스어판): 프랑스의 고속도로.
- 국도 제41호선
  - 일본 41번 국도: 아이치현 나고야시 히가시구에서 도야마현 도야마시까지 이어지는 일본의 국도.
  - 미국 41번 국도(영어판): 플로리다주 마이애미에서 미시간주 코퍼항(영어판)까지 이어지는 미국의 국도.
- 기타 도로
  - 현도 제41호선

## 군사
- U-41: 독일의 군용 잠수함. 제1차 세계 대전에 사용된 1914년제 모델(영어판)과 제2차 세계 대전에 사용된 1939년제 모델(영어판)이 있다.

## 문화유산
- 대한민국의 국보 제41호: 청주 용두사지 철당간
- 대한민국의 보물 제41호: 남원 실상사 철조여래좌상

## 방송
- 스카이라이프의 tvN 스토리 채널 번호.
- 지니 TV의 KBS 조이 채널 번호.[1]
- B tv의 MBC 온 채널 번호.
- U+ TV의 NS샵플러스 채널 번호.
- LG헬로비전의 tvN 드라마 채널 번호.
- KT HCN의 JTBC2 채널 번호.

## 스포츠
- 에디 매슈스(애틀랜타 브레이브스), 김용수(LG 트윈스)의 영구결번.

## 기타
- 날짜: 4월 1일
- 연도: 41년, 기원전 41년
- 부르즈 칼리파에는 41층이 없다.
- 썸41: 캐나다의 팝 펑크 그룹.
- 1959년 영화 《벤허》에서 로마 군함의 노잡이 노예가 된 주인공 유다 벤허(찰턴 헤스턴)에게 지정된 번호.
- 목동 현대 41타워